# Black Market Music
Black Market Music – trzecia płyta brytyjskiego zespołu Placebo, wydana 9 października 2000 roku.

## Lista utworów
1. „Taste in Men” – 4:15
  - produkcja: Placebo, Dare Mason i Paul Corkett
  - z udziałem Severe'a Lorena (śpiew)
2. „Days Before You Came” – 2:33
3. „Special K” – 3:52
  - z udziałem Severe'a Lorena (śpiew)
4. „Spite & Malice” – 3:37
  - z udziałem Justina Warfielda (śpiew)
5. „Passive Aggressive” – 5:24
6. „Black-Eyed” – 3:48
7. „Blue American” – 3:31
8. „Slave to the Wage” – 4:06
  - zawiera sampel z „Texas Never Whispers” zespołu Pavement
9. „Commercial for Levi” – 2:20
10. „Haemoglobin” – 3:46
11. „Narcoleptic” – 4:22
12. „Peeping Tom” – 14:10
  - z udziałem Billa Lloyda (bas)
  - zawiera ukryty utwór „Black Market Blood"

## Inne
Wersja płyty wydana w USA zawiera dodatkowe utwory:
- „Without You I’m Nothing” (wraz z Davidem Bowie)
- „I Feel You” (cover Depeche Mode)